# Beolsae
Beolsae (벌새?; lett. "Colibrì"), noto anche con il titolo internazionale House of Hummingbird (lett. "La casa del colibrì"), è un film del 2018 scritto e diretto da Kim Bora.

## Trama
Nel 1994, a Seul, la quattordicenne Eun-hee, trascurata dalla sua famiglia, vaga per la città cercando qualcuno che le voglia davvero bene. Young-ji, un'insegnante della scuola di Eun-hee appena arrivata, è la prima a comprendere cosa la giovane stia provando e a volerla realmente aiutare.

## Distribuzione
In Corea del Sud, la pellicola è stata distribuita a partire dal 6 ottobre 2018 a Busan, e il 29 agosto dell'anno successivo nel resto del paese.